# Alan Fettis
Alan William Fettis (ur. 1 lutego 1971 w Newtownards) – północnoirlandzki piłkarz występujący na pozycji bramkarza.
W barwach Nottingham Forest oraz Blackburn Rovers rozegrał łącznie 14 spotkań w Premier League. W lidze tej zadebiutował jako zawodnik Nottingham, 19 kwietnia 1997 w zremisowanym 1:1 meczu z Leeds United. Ponadto grał na poziomie Divison One i Division Two.
W reprezentacji Irlandii Północnej zadebiutował 13 listopada 1991 w przegranym 1:2 meczu el. do ME 1992 z Danią. W latach 1991–1998 w drużynie narodowej zagrał 25 razy.